# ذراع قبیله
ذراع قبیله (به عربی: ذراع قبیلة) یک شهرداری در الجزایر است که در استان سطیف واقع شده‌است.